# Firmino de Sousa Martins
Firmino de Sousa Martins foi magistrado e político brasileiro.
Foi presidente da província do Piauí, de 18 de março a 7 de abril de 1879, de 1 de maio de 1880 a 7 de fevereiro de 1881, de 5 de abril a 6 de setembro de 1883, e de 27 de junho a 23 de julho de 1889.

## Biografia
Nasceu em 31 de agosto de 1826, na fazenda Buritizinho, pertencente a Oeiras, atualmente município de Picos, Estado do Piauí. Era filho do tenente-coronel Raimundo Martins de Sousa e de Maria Victória Dantas.
Estudou o ensino fundamental na Escola Padre Marcos de Araújo Costa, um dos primeiros empreendimentos educacionais do Piauí, sediada na fazenda Boa Esperança, município de Jaicós, atualmente município de Padre Marcos, Piauí. O seu avó paterno, Joaquim de Sousa Martins, que foi comandante das armas da Província do Piauí (1823 a 1825) e  membro da Junta do Governo Provisório (1823 a 1824) era primo legítimo do educador Padre Marcos. Posteriormente, Firmino cursou Direito na Faculdade de Direito do Recife, bacharelando-se em 1862.
Firmino de Sousa Martins casou-se com sua prima legítima, Júlia de Sousa Martins. Os dois eram trinetos paternos de Dona Domiciana Vieira de Carvalho e do fidalgo português Dom Valério Coelho Rodrigues.